# Internazionali d'Italia 2007 - Doppio maschile
Il torneo di doppio maschile degli Internazionali d'Italia 2007, facente parte dell'ATP Tour, ha avuto come vincitori Fabrice Santoro e Nenad Zimonjić che hanno battuto in finale contro Mike Bryan e Bob Bryan con il punteggio di 6–4, 6(4)–7, [10–7].

## Teste di serie
Tutte le teste di serie hanno ricevuto un bye per il 2º turno.
1. Bob Bryan /  Mike Bryan (finale)
2. Jonas Björkman /  Maks Mirny (secondo turno)
3. Martin Damm /  Leander Paes (semifinale)
4. Mark Knowles /  Daniel Nestor (semifinale)

1. Paul Hanley /  Kevin Ullyett (quarti di finale)
2. Fabrice Santoro /  Nenad Zimonjić (campioni)
3. Jonathan Erlich /  Andy Ram (secondo turno)
4. Andrei Pavel /  Alexander Waske (quarti di finale)

## Tabellone

### Legenda
| - Q = Qualificato - WC = Wild card - LL = Lucky loser | - ALT = Alternate - SE = Special Exempt - PR = Protected Ranking | - w/o = Walkover - r = Ritirato - d = Squalificato |

### Finali
|  | Quarti di finale | Quarti di finale               | Quarti di finale               | Quarti di finale | Quarti di finale |  |  | Semifinali                     | Semifinali                     | Semifinali                     | Semifinali                     | Semifinali |    |    | Finale               | Finale               | Finale | Finale | Finale |  |
|  |                  |                                |                                |                  |                  |  |  |                                |                                |                                |                                |            |    |    |                      |                      |        |        |        |  |
|  | 1                | Bob Bryan Mike Bryan           | Bob Bryan Mike Bryan           | 6                | 6                |  |  |                                |                                |                                |                                |            |    |    |                      |                      |        |        |        |  |
|  |                  | Carlos Moyá Rafael Nadal       | Carlos Moyá Rafael Nadal       | 3                | 3                |  |  | Bob Bryan Mike Bryan           | Bob Bryan Mike Bryan           | 6                              | 5                              | 10         |    |    |                      |                      |        |        |        |  |
|  | 4                | Mark Knowles Daniel Nestor     | Mark Knowles Daniel Nestor     | 6                | 7                |  |  | Mark Knowles Daniel Nestor     | Mark Knowles Daniel Nestor     | 4                              | 7                              | 3          |    |    |                      |                      |        |        |        |  |
|  | 7                | Paul Hanley Kevin Ullyett      | Paul Hanley Kevin Ullyett      | 3                | 64               |  |  |                                |                                |                                |                                |            |    |    | Bob Bryan Mike Bryan | Bob Bryan Mike Bryan | 4      | 7      | 7      |  |
|  | 8                | Andrei Pavel Alexander Waske   | Andrei Pavel Alexander Waske   | 4                | 3                |  |  |                                |                                | Fabrice Santoro Nenad Zimonjić | Fabrice Santoro Nenad Zimonjić | 6          | 64 | 10 |                      |                      |        |        |        |  |
|  | 3                | Martin Damm Leander Paes       | Martin Damm Leander Paes       | 6                | 6                |  |  | Martin Damm Leander Paes       | Martin Damm Leander Paes       | Martin Damm Leander Paes       | 3                              | 4          |    |    |                      |                      |        |        |        |  |
|  | 6                | Fabrice Santoro Nenad Zimonjić | Fabrice Santoro Nenad Zimonjić | 6                | 6                |  |  | Fabrice Santoro Nenad Zimonjić | Fabrice Santoro Nenad Zimonjić | Fabrice Santoro Nenad Zimonjić | 6                              | 6          |    |    |                      |                      |        |        |        |  |
|  |                  | Ivan Ljubičić Jim Thomas       | Ivan Ljubičić Jim Thomas       | 2                | 4                |  |  |                                |                                |                                |                                |            |    |    |                      |                      |        |        |        |  |

### Parte alta

#### 1ª sezione
|  | Primo turno                        | Primo turno                        | Primo turno                        | Primo turno | Primo turno |  |  | Secondo turno | Secondo turno                 | Secondo turno                 | Secondo turno            | Secondo turno            |   |   | Quarti di finale     | Quarti di finale     | Quarti di finale     | Quarti di finale | Quarti di finale |  |
|  |                                    |                                    |                                    |             |             |  |  |               |                               |                               |                          |                          |   |   |                      |                      |                      |                  |                  |  |
|  |                                    |                                    |                                    |             |             |  |  | 1             | Bob Bryan Mike Bryan          | Bob Bryan Mike Bryan          | 6                        | 6                        |   |   |                      |                      |                      |                  |                  |  |
|  | Fernando González Sebastián Prieto | Fernando González Sebastián Prieto | Fernando González Sebastián Prieto | 1           | 4           |  |  |               | Arnaud Clément Michaël Llodra | Arnaud Clément Michaël Llodra | 3                        | 3                        |   |   |                      |                      |                      |                  |                  |  |
|  | Arnaud Clément Michaël Llodra      | Arnaud Clément Michaël Llodra      | Arnaud Clément Michaël Llodra      | 6           | 6           |  |  |               |                               |                               |                          |                          |   |   | Bob Bryan Mike Bryan | Bob Bryan Mike Bryan | Bob Bryan Mike Bryan | 6                | 6                |  |
|  | Roger Federer Stan Wawrinka        | Roger Federer Stan Wawrinka        | Roger Federer Stan Wawrinka        | 4           | 65          |  |  |               |                               | Carlos Moyá Rafael Nadal      | Carlos Moyá Rafael Nadal | Carlos Moyá Rafael Nadal | 3 | 3 |                      |                      |                      |                  |                  |  |
|  | Carlos Moyá Rafael Nadal           | Carlos Moyá Rafael Nadal           | Carlos Moyá Rafael Nadal           | 6           | 7           |  |  |               | Carlos Moyá Rafael Nadal      | Carlos Moyá Rafael Nadal      | 7                        | 6                        |   |   |                      |                      |                      |                  |                  |  |
|  |                                    |                                    |                                    |             |             |  |  | 7             | Jonathan Erlich Andy Ram      | Jonathan Erlich Andy Ram      | 5                        | 4                        |   |   |                      |                      |                      |                  |                  |  |

#### 2ª sezione
|  | Primo turno                        | Primo turno                        | Primo turno                 | Primo turno | Primo turno |  |  | Secondo turno | Secondo turno                      | Secondo turno                      | Secondo turno             | Secondo turno             |   |    | Quarti di finale           | Quarti di finale           | Quarti di finale           | Quarti di finale | Quarti di finale |  |
|  |                                    |                                    |                             |             |             |  |  |               |                                    |                                    |                           |                           |   |    |                            |                            |                            |                  |                  |  |
|  |                                    |                                    |                             |             |             |  |  | 4             | Mark Knowles Daniel Nestor         | Mark Knowles Daniel Nestor         | 6                         | 6                         |   |    |                            |                            |                            |                  |                  |  |
|  | Julian Knowle Jürgen Melzer        | Julian Knowle Jürgen Melzer        | Julian Knowle Jürgen Melzer | 6           | 4           |  |  |               | Lleyton Hewitt Todd Perry          | Lleyton Hewitt Todd Perry          | 3                         | 4                         |   |    |                            |                            |                            |                  |                  |  |
|  | Lleyton Hewitt Todd Perry          | Lleyton Hewitt Todd Perry          | Lleyton Hewitt Todd Perry   | 7           | 6           |  |  |               |                                    |                                    |                           |                           |   |    | Mark Knowles Daniel Nestor | Mark Knowles Daniel Nestor | Mark Knowles Daniel Nestor | 6                | 7                |  |
|  | Marcos Baghdatis Jaroslav Levinský | Marcos Baghdatis Jaroslav Levinský | 4                           | 6           | 10          |  |  |               |                                    | Paul Hanley Kevin Ullyett          | Paul Hanley Kevin Ullyett | Paul Hanley Kevin Ullyett | 3 | 64 |                            |                            |                            |                  |                  |  |
|  | Tomáš Berdych Dominik Hrbatý       | Tomáš Berdych Dominik Hrbatý       | 6                           | 0           | 8           |  |  |               | Marcos Baghdatis Jaroslav Levinský | Marcos Baghdatis Jaroslav Levinský | 62                        | 4                         |   |    |                            |                            |                            |                  |                  |  |
|  |                                    |                                    |                             |             |             |  |  | 5             | Paul Hanley Kevin Ullyett          | Paul Hanley Kevin Ullyett          | 7                         | 6                         |   |    |                            |                            |                            |                  |                  |  |

### Parte bassa

#### 3ª sezione
|  | Primo turno                     | Primo turno                     | Primo turno | Primo turno | Primo turno |  |  | Secondo turno | Secondo turno                   | Secondo turno                   | Secondo turno            | Secondo turno            |   |   | Quarti di finale             | Quarti di finale             | Quarti di finale             | Quarti di finale | Quarti di finale |  |
|  |                                 |                                 |             |             |             |  |  |               |                                 |                                 |                          |                          |   |   |                              |                              |                              |                  |                  |  |
|  |                                 |                                 |             |             |             |  |  | 8             | Andrei Pavel Alexander Waske    | Andrei Pavel Alexander Waske    | 6                        | 7                        |   |   |                              |                              |                              |                  |                  |  |
|  | Mahesh Bhupathi Radek Štěpánek  | Mahesh Bhupathi Radek Štěpánek  | 4           | 6           | 9           |  |  |               | Jarkko Nieminen Robin Söderling | Jarkko Nieminen Robin Söderling | 4                        | 5                        |   |   |                              |                              |                              |                  |                  |  |
|  | Jarkko Nieminen Robin Söderling | Jarkko Nieminen Robin Söderling | 6           | 4           | 11          |  |  |               |                                 |                                 |                          |                          |   |   | Andrei Pavel Alexander Waske | Andrei Pavel Alexander Waske | Andrei Pavel Alexander Waske | 4                | 3                |  |
|  | ALT                             | José Acasuso Juan Ignacio Chela | 7           | 1           | 6           |  |  |               |                                 | Martin Damm Leander Paes        | Martin Damm Leander Paes | Martin Damm Leander Paes | 6 | 6 |                              |                              |                              |                  |                  |  |
|  |                                 | James Blake Mardy Fish          | 64          | 6           | 10          |  |  |               | James Blake Mardy Fish          | James Blake Mardy Fish          | James Blake Mardy Fish   | w/o                      |   |   |                              |                              |                              |                  |                  |  |
|  |                                 |                                 |             |             |             |  |  | 3             | Martin Damm Leander Paes        | Martin Damm Leander Paes        | Martin Damm Leander Paes |                          |   |   |                              |                              |                              |                  |                  |  |

#### 4ª sezione
|  | Primo turno | Primo turno                      | Primo turno | Primo turno | Primo turno |  |  | Secondo turno                  | Secondo turno                  | Secondo turno             | Secondo turno            | Secondo turno            |   |   | Quarti di finale               | Quarti di finale               | Quarti di finale               | Quarti di finale | Quarti di finale |  |
|  |             |                                  |             |             |             |  |  |                                |                                |                           |                          |                          |   |   |                                |                                |                                |                  |                  |  |
|  |             |                                  |             |             |             |  |  | Fabrice Santoro Nenad Zimonjić | Fabrice Santoro Nenad Zimonjić | 4                         | 6                        | 10                       |   |   |                                |                                |                                |                  |                  |  |
|  | WC          | Daniele Bracciali Potito Starace | 6           | 0           | 9           |  |  | Simon Aspelin Ashley Fisher    | Simon Aspelin Ashley Fisher    | 6                         | 2                        | 7                        |   |   |                                |                                |                                |                  |                  |  |
|  |             | Simon Aspelin Ashley Fisher      | 4           | 6           | 11          |  |  |                                |                                |                           |                          |                          |   |   | Fabrice Santoro Nenad Zimonjić | Fabrice Santoro Nenad Zimonjić | Fabrice Santoro Nenad Zimonjić | 6                | 6                |  |
|  |             | Ivan Ljubičić Jim Thomas         | 6           | 3           | 10          |  |  |                                |                                | Ivan Ljubičić Jim Thomas  | Ivan Ljubičić Jim Thomas | Ivan Ljubičić Jim Thomas | 2 | 4 |                                |                                |                                |                  |                  |  |
|  | WC          | Simone Bolelli Andreas Seppi     | 3           | 6           | 8           |  |  |                                | Ivan Ljubičić Jim Thomas       | Ivan Ljubičić Jim Thomas  | 6                        | 7                        |   |   |                                |                                |                                |                  |                  |  |
|  |             |                                  |             |             |             |  |  | 2                              | Jonas Björkman Maks Mirny      | Jonas Björkman Maks Mirny | 4                        | 64                       |   |   |                                |                                |                                |                  |                  |  |